# The Hardkiss
The HARDKISS — український музичний англо- та україномовний рок-гурт створений у 2011 році. Усі пісні гурту написані солісткою Юлією Саніною та Валерієм Бебком, який також є креативним продюсером The Hardkiss.
Публіка та критики неодноразово визнавали The Hardkiss найкращим рок-гуртом та найкращим концертним гуртом пострадянських країн та Східної Європи. Гурт неодноразово потрапляв у категорію найкращого рок-гурту України за версією YUNA та M1 Music Awards.

## Історія

### Створення гурту

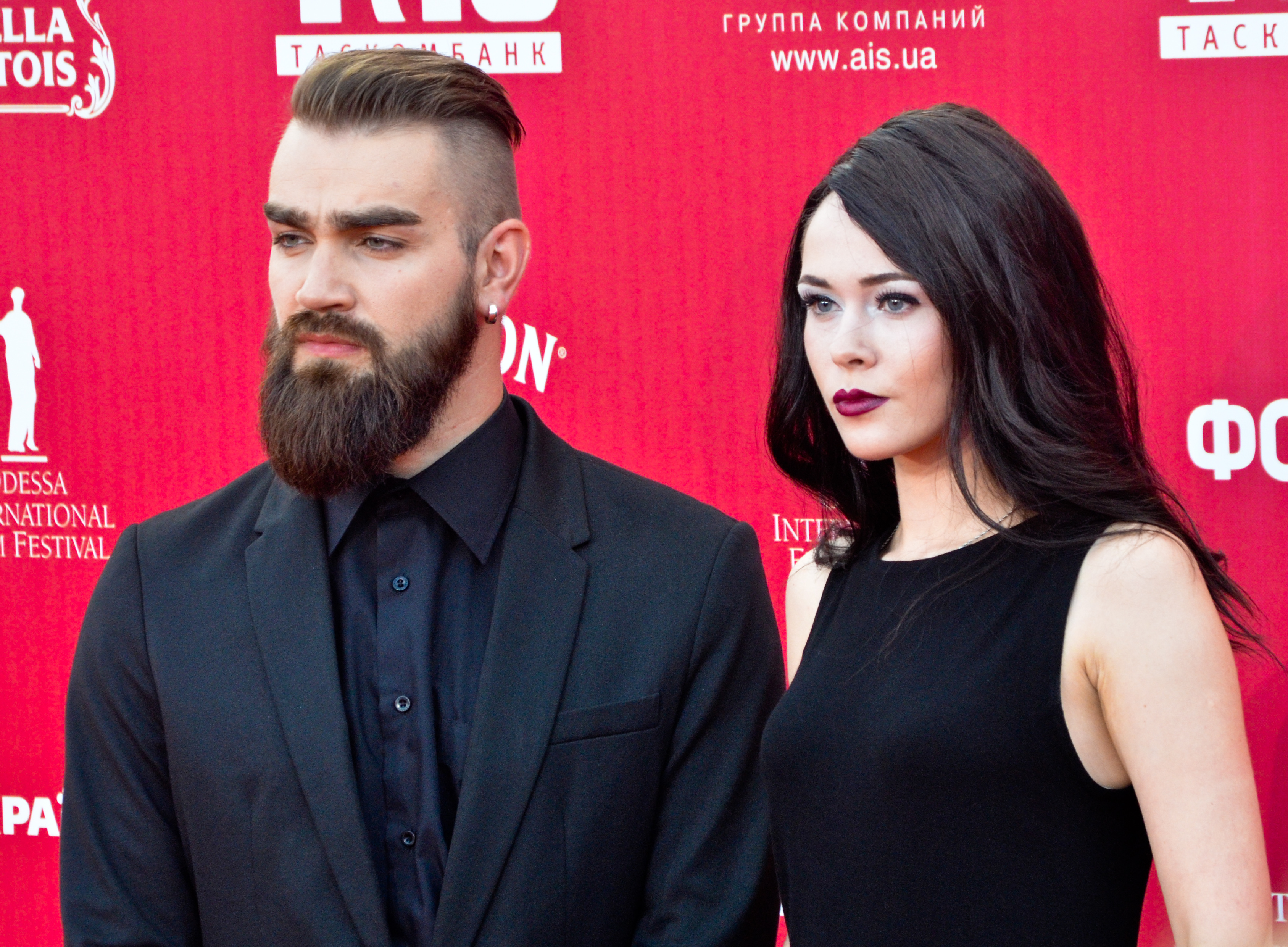
Засновники гурту Валерій Бебко і Юлія Саніна

Гурт The Hardkiss народився з проєкту «Val & Sanina». У 18 років вокалістка гурту Юлія Саніна пробувала себе в журналістиці і писала статтю. Працюючи над матеріалом, Саніна познайомилася з продюсером ефіру на телеканалі «MTV Україна» Валерієм Бебком. Потоваришувавши, вони стали писати разом музику і в результаті створили дует «Val & Sanina», який записав пробний музичний кліп і кілька пісень російською мовою. Подальшу долю проєкту визначили продюсери Firework Sound — Володимир Сивоконь та Стас Тіунов, які сказали, що співати колективу потрібно англійською і пробивати собі дорогу на захід.
У спробах знайти назву гурту найбільш вдало Саніна та Бебко розіслали своїм друзям у «Facebook» три назви: The Hardkiss, Планета поні та ще одну назву, яку за зізнанням Юлії Саніної вона вже не пам'ятає. Після того як друзі послухали демо-версію пісні, вони відмітили, що в цій музиці є щось солодке від поцілунку і «гардове» в аранжуваннях.

### 2011: Прем'єра дебютної роботи «Babylon»
11 вересня 2011 року відбулася світова прем'єра дебютної роботи колективу «Babylon». Через декілька днів 17 вересня кліп взяв в ротацію український телеканал M1. Перший концерт гурту відбувся у вересні в клубі «Serebro». 12 жовтня The Hardkiss випустили свій перший кліп на пісню «October». 20 жовтня гурт виступив на розігріві у британського колективу Hurts, а 18 листопада в у DJ Соланж Ноулз.
12 грудня 2011 року відбулася прем'єра кліпу «Dance With Me». Режисером стає бас-гітарист гурту Валерій Бебко, а оператором – Юрій Король. Кліп миттєво отримав позитивні відгуки від музичних критиків та посів друге місце в журналі ДосугUA, де його назвали одним із найстильніших кліпів. Також два найбільших музичних канали Росії «Муз-ТВ» та «MTV Росія» взяли до ефіру кліп «Dance with me».

### 2012: «Make-up», «October». Перемога у конкурсі «YUNA»
29 січня 2012 року колектив взяв участь у французькому фестивалі «Midem». 8 лютого відбулася презентація альманаха з восьми короткометражних фільмів «Закохані в Київ». Над одним з фільмів «Втрачений в місті» працювали власне учасники гурту: Валерій Бебко був режисером, а Юлія Саніна — співавтором сценарію. Темою фільму є історія про любов і самотність у мегаполісі, що розкриває очі на те, що  не дивлячись на те, що іноді у величезних просторах міста маса людей, нескінченні потоки машин, шум і метушня, людина може відчувати себе неймовірно самотньо. Знімання фільму тривало 3 дні.
У лютому 2012 року гурт уклав контракт із всесвітнім лейблом Sony BMG і французьким агентством Eye-Models. Після цього кліп «Dance with me» почав транслюватися на каналі MTV інтернаціонально. 11 травня 2012 року колектив припинив співпрацю з Firework sound, повідомивши про це на офіційній сторінці Facebook.
27 травня 2012 року вийшла пісня «Make-up», а 3 вересня був презентований кліп до неї. 11 жовтня вийшла їхня наступна пісня «October».

### 2013: Перший сольний концерт
10 січня 2013 року на студії каналу «М1» The Hardkiss презентували нову пісню «Part of Me». 24 січня Валерій Бебко став претендентом премії YUNA в номінації «Найкращий режисер» за кліп «Make Up». 20 лютого гурт «Друга Ріка» та Юлія Саніна записали разом два треки: «Дотик» і «Так мало тут тебе».
У березні того ж року відбулося знімання кліпу на пісню «In Love». 9 березня «Part of Me» стала доступна на iTunes, а пізніше 11 березня відбулася прем'єра кліпу на цю пісню. 15 березня 2013 року YUNA номінували The Hardkiss як переможців у номінації «Відкриття року» та «Найкращий кліп року». На церемонії нагородження гурт заспівав свою пісню «Make Up».
Перший сольний концерт гурту відбувся 18 травня 2013 року у Києві в Зеленому театрі. The Hardkiss готували повноцінну концертну програму, яку перетворили на справжній музичний перформанс. Стилістами шоу виступали Слава Чайка і Віталік Дацюк, що працюють над образами The Hardkiss з перших днів існування гурту, а постановником виступив режисер всіх кліпів гурту Валерій Бебко. Він зазначив, що цей концерт в повному форматі буде представлений «один єдиний раз і більше ніколи не повториться». 7 квітня гурт виступив в московському ТРК Vegas на вечірці «Партійна ZONA», яка в прямому ефірі транслювалася на російському телеканалі Муз-ТВ.
6 травня в мережі з'явився тизер на пісню «In Love», прем'єра кліпу відбулася 18 травня, на першому сольному концерті гурту. 8 травня відбулася прем'єра пісні «In Love».
7 червня The Hardkiss відкрили музичну премію Муз ТВ в Росії. В рамках туру «Pepsi Stars Of Now» гурт дав 16 концертів в Україні.
Уже 8 липня був презентований сингл «Under the Sun».
Восени гурт записав трек «Shadows Of Time» спеціально до українського фільму Тіні незабутих предків та презентував однойменний кліп до прем'єри стрічки 4 листопада. 11 грудня гурт презентував пісню «Tell Me Brother» — соціальний трек проти насильства.[джерело?]

### 2014: Перший студійний альбом «Stones and Honey»
Першим музичним відео 2014 року стало «Hurricane», що вийшло 10 лютого. Другим — «Stones», відзняте в Криму та презентоване 23 квітня. 29 вересня 2014 року гурт The Hardkiss та «Kazaky» представляють сумісне відео «Strange Moves», режисером до якого був Валерій Бебко. Перший альбом The Hardkiss Stones and Honey побачив світ 9 жовтня, в день великого шоу гурту. Після успішного сольного концерту, гурт The Hardkiss відмовився від туру Росією, аби не стати для українців ворогами. Також, The Hardkiss презентували пісню, написану під впливом трагічних подій на Майдані. Пісня «Прірва» українською мовою була створена ще взимку. Пісня «Прірва» увійшла до першого альбому гурту «Stones and Honey» і є єдиною україномовною піснею в альбомі. У грудні, солістка гурту, Юлія Саніна у своєму відео на каналі YouTube, повідомила, що розпочинає знімати відеоблоги для своїх фанатів.
Після виступу гурту 27 червня 2014 року у Москві на фестивалі Park Live Moscow, деякі[які?] українські ЗМІ звинуватили гурт у непатріотичності та осудили виступ гурту у Росії після того як росіяни анексували Крим у лютому 2014 року. Однак, за словами менеджера гурту Єгора Кір'янова, всі подальші концерти в Росії було скасовано, а на червневий виступ у Москві гурт погодився лише тому, що в афішах було написано: «Концерт відкриватиме український гурт».

### 2015: Мініальбом (ЕР) «Cold Altair»
25 березня гурт взяв участь у церемонії, присвяченій українській музичній премії YUNA, де був представлений в 5 номінаціях (найбільша кількість номінацій у той рік) та переміг у двох з них: Найкращий альбом та Найкраща пісня («Stones»). Саме цю пісню гурт і виконав під час церемонії нагородження.
22 квітня відбулася прем'єра кліпу «Organ».
15 жовтня відбулася прем'єра кліпу «Tony, talk!».
9 грудня в офіційній групі Вконтакті гурт презентувала свій EP «Cold Altair».
«Doctor Thomases» — заголовна пісня нового ЕР. Філософська тема буття прихована в цьому треку в роздумах доктора Томасеса… Щастя людини складається з двох речей: віра в прекрасне і один шанс в житті, яким потрібно завжди скористатися« — схарактеризувала солістка гурту Юлія Саніна трек «Doctor Thomases» та презентувала вихід ЕР під час прямого ефіру радіо Europa Plus Україна.
24 грудня солістка гурту Юлія Саніна, гітарист Роман Скоробагатько та клавішник Віталій Оніскевич у київському штабі соціальної мережі Вконтакті дали акустичний онлайн-концерт. Це перший концерт та перше інтерв'ю після невеликої перерви.
|                                                                 | Ми вкрай рідко граємо акустику, тим більше, для такої значної кількості глядачів, що знаходяться в різних точках земної кулі |
| — анонсувала онлайн-концерт фронтвумен The Hardkiss Юлія Саніна | |

### 2016: Національний відбір на «Євробачення 2016».
26 січня у офіційній спільноті гурт повідомив, що візьме участь у національному відборі пісенного конкурсу «Євробачення 2016».
5 лютого у офіційній спільноті гурту в соціальній мережі ВКонтакті та у прямому ефірі ранкової програми «Let's Go! Шоу» Europa Plus Україна Юлія Саніна презентувала трек «Helpless», з яким гурт брав участь у національному відборі пісенного конкурсу «Євробачення 2016». Початково гурт розглядав варіант виступати у конкурсі з піснею «Doctor Thomases». За результатами голосування суддів вони посіли 1 місце, однак за голосуванням глядачів — лише друге, й у результаті перемогу виборола Джамала.

16 лютого відбулася прем'єра кліпу «Helpless». 

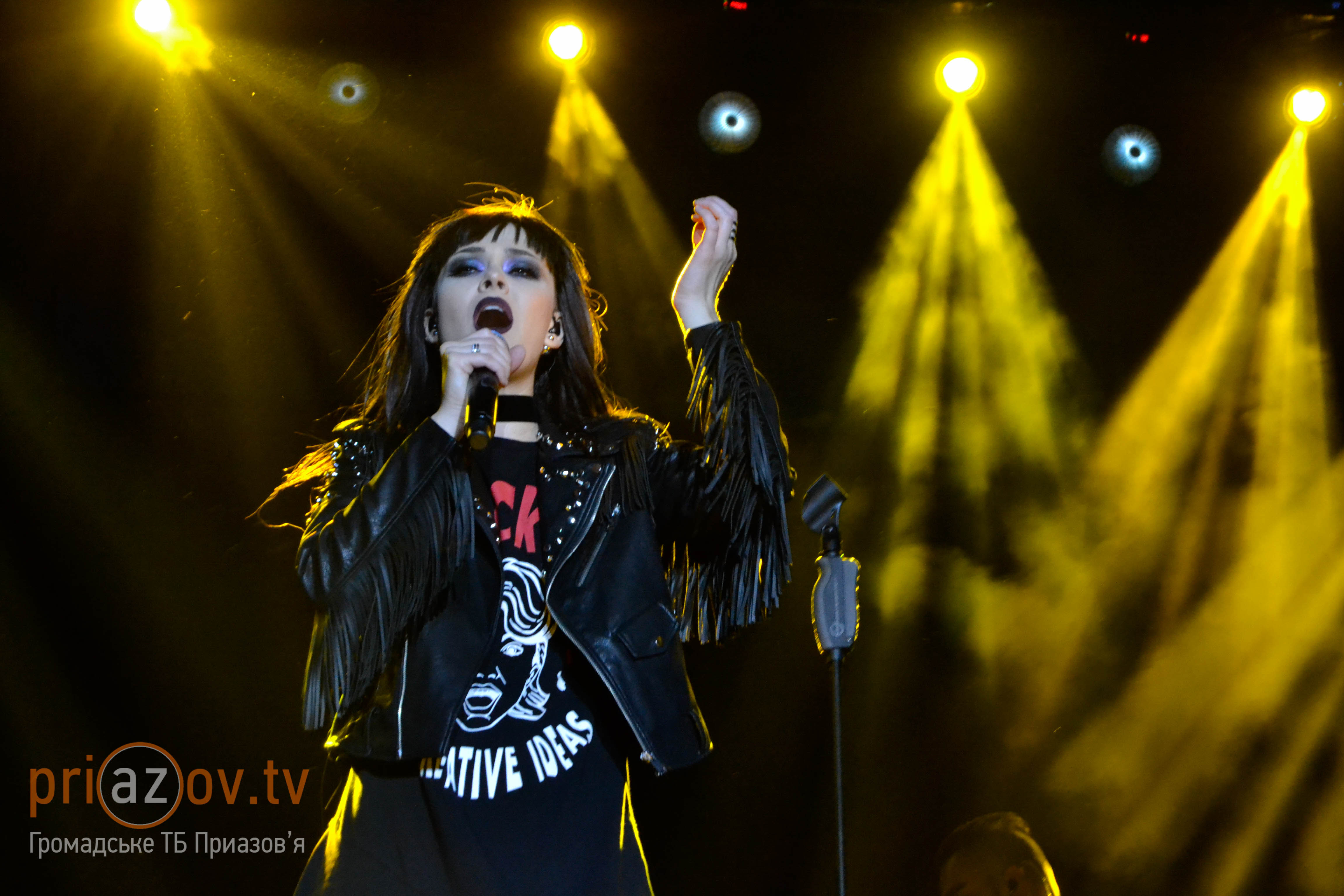
На фестивалі MRPL City в Маріуполі, 2017

9 червня вийшла пісня «Perfection», а 2 серпня презентований кліп до неї.
27 вересня вийшла пісня «Rain», а 6 жовтня презентований кліп до неї.
21 та 22 жовтня відбулись великі аншлагові шоу на честь п'ятиріччя гурту у київському клубі Stereo Plaza.
15 грудня вийшла пісня «Closer».

### 2017: Другий студійний альбом «Perfection Is a Lie»
21 лютого гурт офіційно презентував нову композицію «Антарктида» (раніше трек було презентовано на сольних концертах у Києві та у Perfection tour'і).
Восени 2016 року гурт вирушив у Perfection Tour, на якому вони відвідали 5 країн, 35 концертів та мали 10 тисяч глядачів на двох сольних концертах у Києві. 26 квітня 2017 гурт представив музичне відео на пісню «Антарктида», режисером якого став Ігор Стеколенко.
25 березня The Hardkiss вирушили у другу частину Perfection Tour.
7 квітня гурт презентував свій другий студійний альбом «Perfection is a Lie». За словами Юлії Саніної, у цьому альбомі вони підбили підсумки за останні два роки.
«Ці 2 роки ми провели дуже драйвово. Пора перегорнути сторінку і почати писати нову історію. Чим ми, звісно, вже охоче займаємося. У нас безліч ідей і задумок — час музикальних експериментів продовжується…»
9 липня 2017 року гурт виступив на першому фестивалі MRPL City 2017 у Маріуполі.
21 липня гурт презентував композицію «Журавлі». Кліп став хітом гурту у 2017 році.
25 вересня була прем'єра кліпу «Lovers».
9 листопада була прем'єра кліпу «Кораблі»

### 2018: Третій студійним альбом «Залізна ластівка»

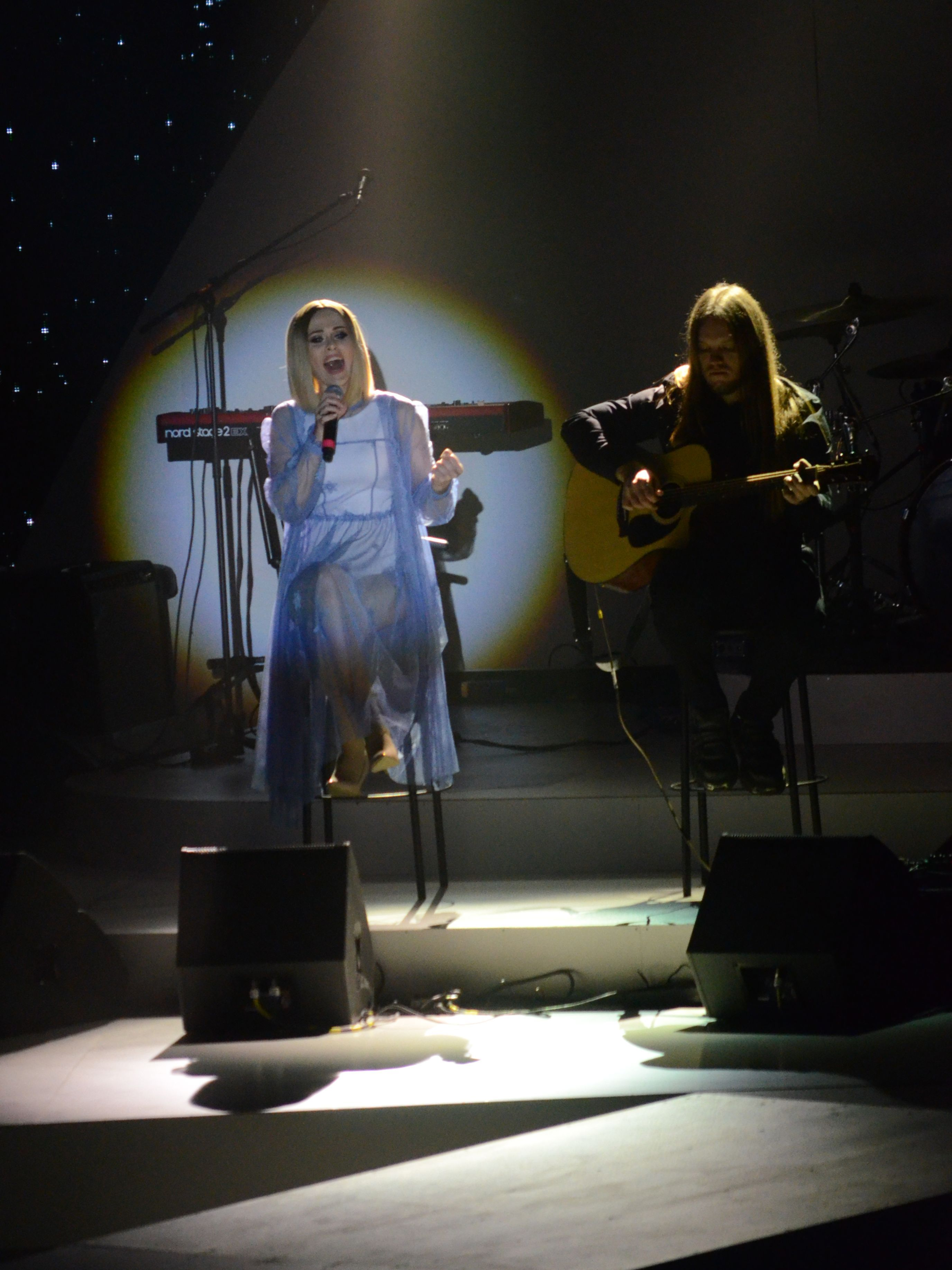
Виступ на проводах паралімпійської збірної України на XII зимові Паралімпійські ігри.

26 лютого 2018 року в НПМ «Україна» у Києві відбулась церемонія нагородження премії YUNA, де гурт був представлений у 6-ти номінаціях, 2 з яких виграв: Найкращий рок-гурт та Найкраща пісня українською мовою («Журавлі»). Це найбільша кількість номінацій під час цьогорічної церемонії.
28 лютого гурт виступив у Києві в концертному залі Stereo Plaza на урочистій церемонія проводів національної паралімпійської збірної команди України на XII зимові Паралімпійські ігри.
19 квітня була прем'єра кліпу «Мелодія»
З піснею «Журавлі» гурт виграв також номінацію «Балада року», премії «Золота Жар-птиця», яка відбулася 19 травня. Під час урочистості гурт заспівав свою нову україномовну пісню «Мелодія».
2 серпня була прем'єра кліпу «Free me».
19 вересня група презентувала третій студійний альбом «Залізна ластівка». Окрім 13 пісень на альбомі присутні ще 4 поетичні твори, прочитані Юлією Саніною. У жовтні The Hardkiss з концертним туром на підтримку альбому відвідав десять міст України, а в січні 2019 року на телеканалі М1 вийшла телеверсія концерту, яку знімали у київському Палаці спорту.
18 грудня вийшов кліп на пісню «Коханці».

### 2019: Тур «Акустика»
Вже у березні 2019 року розпочалася друга частина туру з виступами у Вроцлаві, Кракові, Варшаві, Мінську та ще 17 містах України.
12 березня гурт випустив кліп на пісню пісню «Серце». У цьому кліпі Юлія Саніна танцює та співає.
8 серпня був презентований кліп із субтитрами «Хто як не ти».
25 вересня був презентований кліп «Жива» який ввійде до альбому, що вийде 2021 року.
29 листопада гурт розпочав тур «Акустика». Наприкінці 2019 року Юлія Саніна випустила акустичну версію пісень «Helpless» та «Щедрик» до нового акустичного альбому «Акустика. Live».
В кінці 2019 року розпочався тур «Акустика».
24 грудня Юлія Саніна випускає акустичні версії пісень «Helpless» i «Щедрик», які входять у тур, а також до альбому.
Після цього, вийшли акустичні версії пісень «Коханці», «00:00», «Мелодія», «Tony, Talk!» та інші.
Заключною піснею в альбомі стала пісня «Журавлі».

### 2020: Альбом «Акустика. Live»
У 2020 році гурт переміг на конкурсі «Золота Жар-птиця» у номінації кліп року (пісня «Жива»).
19 лютого, до Дня захисту морських ссавців, гурт презентував кліп «Косатка».
31 березня відбувся тизер на нову пісню «Гора». 2 квтіня вийшов кліп.
30 червня відбулося шоу «Акустика» присвячено виходу нового акустичного альбому «Акустика Live», у який входить 18 треків у версії живого звуку пісень гурту 2012—2019 років.
27 серпня вийшов кліп «Кобра» з Monatik.
23 листопада відбувся тизер на новий пісню «Все було так». 24 листопада вийшов кліп.

### 2021: Четвертий студійний альбом «Жива і не залізна»
1 березня 2021 року відбувся тизер на новий кліп «Обійми», який буде входити до нового україномовного альбому «Жива і не залізна», який очікується у цьому році. 3 березня відбулася прем'єра кліпу.
21 травня відбулася прем'єра четвертого студійного альбому «Жива і не залізна», над яким робота тривала понад 2 роки. На момент офіційного випуску альбому гурт вже випустив більше половини треків альбому як сингли, серед яких «Жива», «Косатка», «Гора», «Кобра», «Все було так» та «Обійми». Під час релізу альбому було представлено чотири нові треки: «7 вітрів», «Жоржина», «Сестра» та «Дівчина». Сам альбом приурочений до 10-річчя гурту і вони планували влаштувати великий концерт на НСК «Олімпійський» у Києві, 29 травня 2021. Втім, через обмеження спричинені пандемією коронавірусної хвороби, гурт переніс його на 18 червня 2022 року.
Влітку 2021 The Hardkiss взяли участь як одні з хедлайнерів на Atlas Weekend.

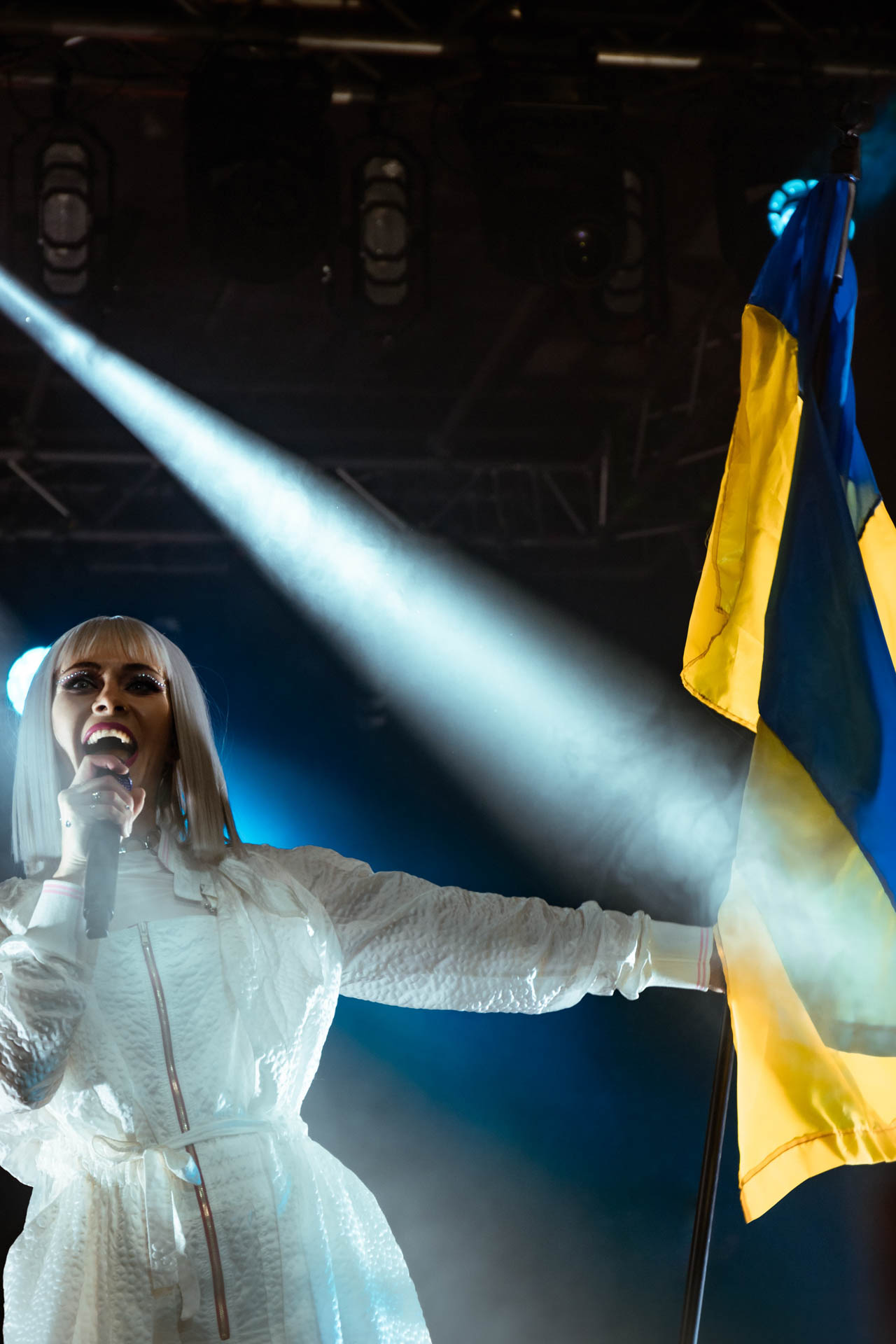
The Hardkiss 2022 Poland

Наприкінці літа 2021 гурт вирушив у великий тур містами України на підтримку альбому «Жива і не залізна». 31 серпня 2021 року вийшов кліп на пісню «7 вітрів», а пізніше 9 грудня вийшов кліп на пісню «Сестра», які обидві входять до альбому.

### 2022: Діяльність під час російського вторгнення в Україну
Концерт на НСК «Олімпійський» на честь 10-річчя гурту не відбувся у визначену дату — 18 червня 2022 року — через початок вторгнення Росії в Україну 24 лютого 2022 року.
12 квітня вийшов кліп «Як ти?», присвячений подіям повномасштабного вторгнення Росії на територію України.
Влітку гурт гастролював містами Сполучених Штатів з благодійними концертами на підтримку українських біженців та Збройних Сил.
17 липня відбулося нагородження премії «YUNA» в онлайн-форматі. Гурт The Hardkiss отримав нагороди в номінаціях:
«Найкращий рок-гурт», 
«Найкращий альбом» за альбом «Жива і не залізна», вийшов 2021 року. Також Юлія Саніна та Валерій Бебко здобули спеціальну нагороду в номінації «Музична Харизматична Пара» .
4 листопада вийшла пісня «Маяк».

### 2023: Світовий та європейський благодійні тури на підтримку України
28 січня відбулася прем'єра кліпу на пісню «Маяк».
9 березня вийшов кавер на пісню Гайтани «Два Вікна». 13 березня гурт випустив кліп на пісню у стилі 2000-х.
13 березня розпочався благодійник тур містами Європи та Сполученими штатами Америки
4 травня гурт випустив англомовний сингл «Festival».
9 травня перший півфінал Євробачення 2023 розпочався з виступу The Hardkiss. Колектив на головній сцені Ліверпуля виконав композицію «Маяк».
9 червня гурт Tvorchi разом із The Hardkiss представили спільну пісню «Мрійники». 12 червня на ютуб-каналі Tvorchi був представлений кліп до пісні. Спільну роботу виконавці почали готувати ще у 2021 році.
17 жовтня гурт представив кліп на пісню «00:00», яка є частиною альбому «Залізна Ластівка», який вийшов 19 вересня 2018 року. Історія в кліпі присвячена українським енергетикам, які попри ворожі обстріли якісно виконують свою роботу. Головний режисер та оператор-постановник вирішили зняти відеороботу про справжніх героїв нашого часу. Знімання відбувалося у лютому 2023 року в Посад-Покровському, що на Херсонщині. У кліпі знялися українські актори Олександр Кобзар, Ксенія Баша та Вероніка Ольшана, а також працівники «ХерсонОблЕнерго». Шість фахівців, які брали участь у створенні проєкту, померли, виконуючи свої професійні обов’язки. Гурт The Hardkiss давно хотіли екранізувати пісню «00:00», тож коли до них звернулися Бородін та Богдан з готовим відео, вони без сумніву погодились та обрали композицію з альбому Залізна ластівка. Пісня отримала новий подих та стала присвятою людям, що незважаючи ні на що продовжують працювати заради України.

### 2024: Нова пісня
7 лютого відбулася прем'єра пісні «Тільки там». Вихід кліпу на пісню був перенесений у зв'язку з масованою ракетною атакою Росії по Україні. 8 лютого відбулася прем'єра кліпу на пісню. 
20 листопада стало відомо, що пісні гурту  – «Hammer», «Журавлі», «Мелодія», «Complicity», «Серце», «Жива» та «Гора» – увійдуть до офіційного саундтреку української відеогри S.T.A.L.K.E.R. 2: Heart of Chornobyl. Також Юлія Саніна озвучила сюжетно важливу персонажку Агату в українській локалізації гри.

### 2025: Новий етап у творчості
У 2025 році, після тривалих гастролей, The Hardkiss розпочали роботу над п'ятим повноформатним альбомом.
11 червня був опублікований уривок до англомовної пісні під назвою "Crush". Це перший сингл, який увійде до альбому, реліз якого запланований на весну 2026 року.
13 червня був випущений сингл "Crush" та кліп до нього
"Основна ідея треку – передача відчуття тривоги, яка розгорається ніби з маленької іскри у велике полум'я, яку не помічають одразу, але вона переростає в такі масштаби, що невідомо, що з нею робити: чи змиритися, чи полюбити цей біль, з яким доводиться жити? Я сподіваюся, що ви обов'язково підете і подивитеся відео на цю пісню на YouTube. Це така сюрреалістично-мінімалістична візуалізація, яка якраз і передає емоційне вигорання людини, емоційне виснаження та внутрішній біль", — розповіла фронтвумен гурту The Hardkiss Юлія Саніна в ефірі шоу "Селекція" Радіо Промінь.
3 липня було випущено one-take video до пісні Crush, яке було дуже добре оцінене як українськими, так й іноземними слухачами
30 липня гурт вперше виступив на Wacken Open Air - один із найбільших фестивалів важкої музики у світі. Була представлена спеціальна ексклюзивна акустична програма для виступу в Metal Church                                                                                                             2 серпня стало відомо, що гурт знову виступить на фестивалі у 2026 році на одній із головних сцен

## Дискографія

### Усі пісні та аудіо
| - 2011 — «Babylon» - 2011 — «Dance with me» - 2012 — «Make Up» - 2012 — «October» - 2012 — «40 days» (Live) - 2013 — «Part of Me» - 2013 — «In Love» - 2013 — «Under the Sun» - 2013 — «Shadows of Time» - 2013 — «Tell Me Brother» - 2014 — «Hurricane» - 2014 — «Stones» - 2014 — «Strange Moves» (feat. KAZAKY) - 2014 — «Прірва» - 2014 — «Japanese Dancer» - 2014 — «Only Once» - 2014 — «Little Girl» - 2014 — «Blues—Bonus» - 2015 — «PiBiP» - 2015 — «Organ» - 2015 — «Tony, Talk» - 2015 — «Altair» - 2015 — «Doctor Thomases» - 2015 — «Shadows of Light» - 2015 — «Hammer» - 2016 — «Helpless» - 2016 — «Perfection» - 2016 — «Rain» - 2016 — «Closer» | - 2017 — «А2» - 2017 — «Антарктида» - 2017 — «Журавлі» - 2017 — «Lovers» - 2017 — «Кораблі» - 2018 — «Мелодія» - 2018 — «Free me» - 2018 — «Коханці» - 2018 — «Forever More» - 2018 — «Де ти є» - 2018 — «Does it Feel» - 2018 — «00:00» - 2018 — «Астронавт» - 2018 — «Complicity» - 2019 — «Серце» - 2019 — «Хто, як не ти» - 2019 — «Жива» - 2019 — «Вільна» (Тіна Кароль feat. Юлія Саніна) - 2020 — «Косатка» - 2020 — «Гора» - 2020 — «Кобра» (feat. MONATIK) - 2020 — «Все було так» - 2021 — «Обійми» - 2021 — «Вальс 86» (Потап, Moзgi, Сергій Бабкін, DOROFEEVA, Тарас Тополя, Alina Pash, Юлія Саніна - 2021 — «7 вітрів» - 2021 — «Сестра» - 2021 — «Жоржина» - 2021 — «Дівчина» - 2022 — «Твій день» (Юлія Саніна, ONUKA, Артем Пивоваров, Alyona alyona) - 2022 — «Як ти?» - 2023 — «Маяк» - 2023 — «Два вікна» - 2023 — «Festival» - 2023 — «Мрійники» (feat. Tvorchi) - 2024 — "Тільки там" - 2025 — "Crush" |

### Альбоми
● 2014 — Stones and Honey (студійний)
● 2015 — Cold Altair (мініальбом)
● 2017 — Perfection is a Lie (студійний)
● 2018 — Залізна ластівка (студійний)
● 2020 — Акустика. Live (акустичний)
● 2021 — Жива і не залізна(студійний)

### Сингли
Пісні, що не входять до студійних альбомів:
| - 2017 — «Lovers» |

Пісні, що входять до студійних альбомів та вийшли як сингли:
| - 2012 — «October» - 2013 — «Under the Sun» - 2013 — «Tell Me Brother» - 2014 — «Прірва» - 2015 — «PiBiP» - 2015 — «Organ» - 2015 — «Tony, Talk!» - 2015 — «Altair» - 2015 — «Doctor Thomases» - 2015 — «Shadows of Light» - 2016 — «Helpless» - 2016 — «Perfection» - 2016 — «Rain» - 2016 — «Closer» | - 2017 — «Антарктида» - 2017 — «Журавлі» - 2017 — «Кораблі» - 2018 — «Мелодія» - 2018 — «Free Me» - 2018 - «Коханці» - 2019 - «Серце» - 2019 — «Хто як не ти» - 2019 — «Жива» - 2020 — «Косатка» - 2020 — «Гора» - 2020 — "Кобра (feat. MONATIK) - 2020 — «Все було так» - 2021 — «Обійми» - 2021 — «7 вітрів» - 2021 — «Сестра» |

## Музичні відео
Список музичних відео. 
- 2011: «Babylon»
- 2011: «Dance with me»
- 2012: «Make-Up»
- 2013: «Part of me»
- 2013: «In love»
- 2013: «Shadows of time»
- 2014: «Hurricane»
- 2014: «Stones»
- 2014: «Strange moves» (feat. KAZAKY)
- 2014: «Japanese Dancer» (digital art video)
- 2015: «Organ»
- 2015: «Tony, talk!»
- 2016: «Helpless»
- 2016: «Perfection»
- 2016: «Rain»
- 2017: «Антарктида»
- 2017: «Журавлі»
- 2017: «Lovers»
- 2017: «Кораблі»
- 2018: «Мелодія»
- 2018: «Free me»
- 2018: «Коханці»
- 2019: «Серце»
- 2019: «Хто, як не ти»
- 2019: «Жива»
- 2019: «Вільна» (Тіна Кароль feat. Юлія Саніна)
- 2020: «Косатка»
- 2020: «Гора»
- 2020: «Кобра» (feat. MONATIK)
- 2020: «Все було так»
- 2021: «Обійми»
- 2021: «7 вітрів»
- 2021: «Сестра»
- 2022: «Твій день» (Юлія Саніна, ONUKA,

Артем Пивоваров, Alyona alyona)
- 2022: «Як ти?»
- 2023: «Маяк»
- 2023: «Два вікна»
- 2023: «Festival»
- 2023: «Мрійники» (feat. Tvorchi)
- 2023: «00:00»
- 2024: «Тільки там»
- 2024: «WABI-SABI» (Jerry Heil feat. Юлія Саніна)
- 2025: «Crush»

| Рік  | Назва                          | Альбом                | Режисер                    |       |
| ---- | ------------------------------ | --------------------- | -------------------------- | ----- |
| 2011 | «Babylon»                      | «Stones and Honey»    | Валерій Бебко              |       |
| 2011 | «Dance With Me»                | «Stones and Honey»    | Валерій Бебко              |       |
| 2012 | «Make-Up»                      | «Stones and Honey»    | Валерій Бебко              |       |
| 2012 | «October»                      | «Stones and Honey»    | Валерій Бебко              | Аудіо |
| 2013 | «Part Of Me»                   | «Stones and Honey»    | Валерій Бебко              |       |
| 2013 | «In Love»                      | «Stones and Honey»    | Валерій Бебко              |       |
| 2013 | «Shadows Of Time»              | «Stones and Honey»    | Любомир Левицький          |       |
| 2013 | «Under the Sun»                | «Stones and Honey»    | Аудіо                      |       |
| 2014 | «Hurricane»                    | «Stones and Honey»    | Валерій Бебко              |       |
| 2014 | «Stones»                       | «Stones and Honey»    | Валерій Бебко              |       |
| 2014 | «Strange Moves» (feat. KAZAKY) | «Stones and Honey»    | Валерій Бебко              |       |
| 2014 | «Only Once»                    | «Stones and Honey»    | Аудіо                      |       |
| 2014 | «Little Girl»                  | «Stones and Honey»    | Аудіо                      |       |
| 2014 | «Bonus»                        | «Stones and Honey»    | Аудіо                      |       |
| 2014 | «Blues»                        | «Stones and Honey»    | Аудіо                      |       |
| 2014 | «Japanese Dancer»              | «Stones and Honey»    | Аудіо                      |       |
| 2014 | «Прірва»                       | «Stones and Honey»    | Аудіо                      |       |
| 2015 | «Organ»                        | «Cold Altair»         | Валерій Бебко              |       |
| 2015 | «Tony, Talk!»                  | «Cold Altair»         | Валерій Бебко              |       |
| 2015 | «Altair»                       | «Cold Altair»         | Аудіо                      |       |
| 2015 | «Doctor Thomases»              | «Cold Altair»         | Аудіо                      |       |
| 2015 | «Shadows of Light»             | «Cold Altair»         | Аудіо                      |       |
| 2016 | «Helpless»                     | «Perfection is a Lie» | Валерій Бебко              |       |
| 2016 | «Perfection»                   | «Perfection is a Lie» | Валерій Бебко              |       |
| 2016 | «Rain»                         | «Perfection is a Lie» | Олександр Стеколенко       |       |
| 2016 | «Closer»                       | «Perfection is a Lie» | Аудіо                      |       |
| 2017 | «A2»                           | «Perfection is a Lie» | Аудіо                      |       |
| 2017 | «Hammer»                       | «Perfection is a Lie» | Аудіо                      |       |
| 2017 | «Антарктида»                   | «Perfection is a Lie» | Ігор Стеколенко            |       |
| 2017 | «Журавлі»                      | «Залізна ластівка»    | Валерій Бебко              |       |
| 2017 | «Lovers»                       | —                     | Norton                     |       |
| 2017 | «Кораблі»                      | «Залізна ластівка»    | Валерій Бебко              |       |
| 2018 | «Мелодія»                      | «Залізна ластівка»    | Валерій Бебко              |       |
| 2018 | «Free me»                      | «Залізна ластівка»    | Валерій Бебко              |       |
| 2018 | «Коханці»                      | «Залізна ластівка»    | Валерій Бебко              |       |
| 2018 | «Forever More»                 | «Залізна ластівка»    | Аудіо                      |       |
| 2018 | «Де ти є»                      | «Залізна ластівка»    | Аудіо                      |       |
| 2018 | «Does it Feel»                 | «Залізна ластівка»    | Аудіо                      |       |
| 2018 | «00:00»                        | «Залізна ластівка»    | Аудіо                      |       |
| 2018 | «Астронавт»                    | «Залізна ластівка»    | Аудіо                      |       |
| 2018 | «Complicity»                   | «Залізна ластівка»    | Аудіо                      |       |
| 2018 | «Привіт»                       | «Залізна ластівка»    | Аудіо                      |       |
| 2018 | «Антромеда»                    | «Залізна ластівка»    | Аудіо                      |       |
| 2018 | «Море»                         | «Залізна ластівка»    | Аудіо                      |       |
| 2018 | «Бувай»                        | «Залізна ластівка»    | Аудіо                      |       |
| 2019 | «Серце»                        | «Залізна ластівка»    | Валерій Бебко, Юлія Саніна |       |
| 2019 | «Хто як не ти»                 | «Залізна ластівка»    | Валерій Бебко, Юлія Саніна |       |
| 2019 | «Жива»                         | «Жива і не залізна»   | Мітті Місюра               |       |
| 2020 | «Косатка»                      | «Жива і не залізна»   | Валерій Бебко              |       |
| 2020 | «Гора»                         | «Жива і не залізна»   | Мітті Місюра               |       |
| 2020 | «Кобра» (feat. MONATIK)        | «Жива і не залізна»   | Валерій Бебко              |       |
| 2020 | «Все було так»                 | «Жива і не залізна»   | Валерій Бебко              |       |
| 2021 | «Обійми»                       | «Жива і не залізна»   | Катя Царик                 |       |
| 2021 | «7 вітрів»                     | «Жива і не залізна»   | Валерій Бебко              |       |
| 2021 | «Сестра»                       | «Жива і не залізна»   | Валерій Бебко              |       |
| 2021 | «Жоржина»                      | «Жива і не залізна»   | Аудіо                      |       |
| 2021 | «Дівчина»                      | «Жива і не залізна»   | Аудіо                      |       |

## Відзнаки
| Рік  | Премія                                                             | Номінація                                                          | Результат           | Примітка                                 | Дж.    |
| ---- | ------------------------------------------------------------------ | ------------------------------------------------------------------ | ------------------- | ---------------------------------------- | ------ |
| 2013 | YUNA                                                               | Найкраще музичне відео                                             | Перемога            | «Make Up» — Валерій Бебко                | [ 57 ] |
| 2013 | YUNA                                                               | Відкриття року                                                     | Перемога            |                                          | [ 57 ] |
| 2014 | YUNA                                                               | Найкращий гурт                                                     | Номінація           |                                          | [ 58 ] |
| 2015 | YUNA                                                               | Найкращий альбом                                                   | Перемога            | «Stones and Honey»                       | [ 59 ] |
| 2015 | YUNA                                                               | Найкраща пісня                                                     | Перемога            | «Stones»                                 | [ 59 ] |
| 2015 | YUNA                                                               | Найкращий гурт                                                     | Номінація           |                                          | [ 60 ] |
| 2015 | YUNA                                                               | Найкращий відеокліп                                                | Номінація           | «Stones»— Валерій Бебко                  | [ 60 ] |
| 2015 | YUNA                                                               | Найкращий дует                                                     | Номінація           | Kazaky та The Hardkiss — «Strange Moves» | [ 60 ] |
| 2016 | YUNA                                                               | Найкращий рок-гурт                                                 | Номінація           |                                          | [ 61 ] |
| 2016 | YUNA                                                               | Найкращий менеджмент                                               | Номінація           | Єгор Кір'янов                            | [ 61 ] |
| 2016 | Приз глядацьких симпатій від Нового каналу в рамках премії «YUNA». | Приз глядацьких симпатій від Нового каналу в рамках премії «YUNA». | Перемога            |                                          |        |
| 2016 | M1 Music Awards                                                    | Альтернатива                                                       | Перемога            |                                          | [ 62 ] |
| 2016 | M1 Music Awards                                                    | Монтаж                                                             | Професійна відзнака | «Rain»                                   | [ 62 ] |
| 2017 | YUNA                                                               | Найкращий рок-гурт                                                 | Перемога            |                                          | [ 63 ] |
| 2017 | YUNA                                                               | Найкращий альбом                                                   | Номінація           | Cold Altair                              | [ 63 ] |
| 2017 | YUNA                                                               | Найкраще концертне шоу                                             | Перемога            | «The Hardkiss. Five»                     | [ 63 ] |
| 2017 | YUNA                                                               | Найкращий менеджмент                                               | Номінація           | Єгор Кір'янов                            | [ 63 ] |
| 2017 | M1 Music Awards                                                    | Альтернатива                                                       | Перемога            |                                          | [ 64 ] |
| 2017 | M1 Music Awards                                                    | Найкращий виступ на церемонії                                      | Номінація           | «Кораблі»                                | [ 64 ] |
| 2018 | YUNA                                                               | Найкращий рок-гурт                                                 | Перемога            |                                          | [ 35 ] |
| 2018 | YUNA                                                               | Найкращий альбом                                                   | Номінація           | «Perfection Is A Lie»                    | [ 35 ] |
| 2018 | YUNA                                                               | Найкраща пісня                                                     | Номінація           | «Журавлі»                                | [ 35 ] |
| 2018 | YUNA                                                               | Найкраща пісня українською мовою                                   | Перемога            | «Журавлі»                                | [ 65 ] |
| 2018 | YUNA                                                               | Найкращий менеджмент                                               | Номінація           | Єгор Кір'янов                            | [ 65 ] |
| 2018 | Золота Жар-птиця                                                   | Рок-гурт                                                           | Номінація           |                                          | [ 66 ] |
| 2018 | Золота Жар-птиця                                                   | Балада року                                                        | Перемога            | «Журавлі»                                | [ 66 ] |
| 2018 | M1 Music Awards                                                    | Альтернатива                                                       | Перемога            |                                          | [ 67 ] |
| 2018 | M1 Music Awards                                                    | Фан-клуб року                                                      | Номінація           |                                          | [ 67 ] |
| 2019 | Золота Жар-птиця                                                   | Рок-гурт                                                           | Номінація           |                                          | [ 68 ] |
| 2019 | Золота Жар-птиця                                                   | Балада року                                                        | Перемога            | «Мелодія»                                | [ 68 ] |
| 2019 | YUNA                                                               | Найкращий рок-гурт                                                 | Перемога            |                                          | [ 69 ] |
| 2019 | YUNA                                                               | Найкращий альбом                                                   | Перемога            | «Залізна ластівка»                       | [ 69 ] |
| 2019 | YUNA                                                               | Найкраща пісня                                                     | Номінація           | «Кораблі»                                | [ 69 ] |
| 2019 | YUNA                                                               | Найкраще концертне шоу                                             | Перемога            | Шоу «Залізна ластівка»                   | [ 69 ] |
| 2020 | Золота Жар-птиця                                                   | Рок-гурт                                                           | Номінація           |                                          |        |
| 2020 | Золота Жар-птиця                                                   | Балада року                                                        | Номінація           | «Хто, як не ти»                          |        |
| 2020 | Золота Жар-птиця                                                   | Кліп року                                                          | Перемога            | «Жива»                                   |        |
| 2021 | YUNA                                                               | Найкращий рок-гурт                                                 | Перемога            |                                          | [ 70 ] |
| 2021 | YUNA                                                               | Найкращий відеокліп                                                | Номінація           |                                          | [ 71 ] |
| 2021 | YUNA                                                               | Найкраще концертне шоу                                             | Перемога            | «The HARDKISS. Акустика»                 | [ 70 ] |
| 2021 | YUNA                                                               | Найкращий менеджмент артиста                                       | Перемога            | Єгор Кір'янов                            | [ 70 ] |
| 2021 | YUNA                                                               | Найкращий дует/колаборація                                         | Номінація           | The Hardkiss та MONATIK — «Кобра»        | [ 71 ] |
| 2022 | YUNA                                                               | Найкращий альбом                                                   | Перемога            | «Жива і не залізна»                      | [ 50 ] |
| 2022 | YUNA                                                               | Найкращий рок-гурт                                                 | Перемога            |                                          | [ 51 ] |